# محمدعلی مسعودی
محمدعلی مسعودی (زاده ۱۲۹۳ خورشیدی در تهران) روزنامه‌نگار، سناتور و نماینده مجلس شورای ملی بود.
برادرزاده عباس مسعودی صاحب امتیاز و بنیانگذار روزنامه اطلاعات بود. از دانشگاه تهران در رشته حقوق لیسانس گرفت و از سال ۱۳۱۶ تا ۱۳۲۰ سردبیر اطلاعات بود. در سال ۱۳۲۱ که عباس مسعودی در پی حوادث هفدهم آذر ایران را ترک گفت، قائم‌مقام او در روزنامه اطلاعات شد و پس از بازگشت او در سال ۱۳۳۲ روزنامه پست تهران را منتشر کرد.
محمدعلی مسعودی در سال ۱۳۲۶ به جای عمویش جواد مسعودی به نمایندگی دماوند به مجلس شورای ملی رفت (دوره پانزدهم) و در دوره‌های شانزدهم، هجدهم، نوزدهم و بیستم نیز این کرسی را حفظ کرد. در سال ۱۳۵۶ به سناتوری انتصابی تهران منصوب شد.

محمد باهری در مصاحبه با تاریخ شفاهی هارواد گفته است که محمدعلی مسعودی در کابینه دوم جعفر شریف امامی تنها کسی بود که درباره مسائل اجتماعی مورد مشورت قرار می گرفت و به نوعی عقل سیاسی شریف امامی به شمار می رفت که در این راه البته به دنبال منفعت مالی نیز بوده است.